# 12 cm tornautomatpjäs m/70
12 cm tornautomatpjäs m/70, eller "System ERSTA" (ERsättning Tungt Artilleri) var när det byggdes under 1970-talet ett av världens mest avancerade artillerisystem, och torde fortfarande vara svåröverträffat[källa behövs] vad avser träffsäkerhet, skydd och uthållighet. Det utvecklades för att permanent försvara viktiga kustområden genom att avvärja landstigning, neka fientlig passage samt ge eldunderstöd åt marktrupp i batteriets verkansområde, även efter fientlig kärnvapeninsats. På grund av politiska krav på kostnadsreduktion minskades antalet 12/70-batterier till sex och vissa skyddsaspekter övergavs.
I juni 2010 övertog Statens fastighetsverk anläggningen ERSTA-batteriet, Landsort (pjäs 3) och meningen är att batteriet skall göras offentlig som statligt byggnadsminne. Det skall stå som en berättelse om ”det svenska folkets försvarsansträngningar under kalla krigets kärnvapenhot”, enligt Riksantikvarieämbetet.

## Historia
På 1960-talet var det aktuellt för Kustartilleriet (KA) att ersätta ett flertal äldre tunga artillerisystem. Det rörde sig mestadels om äldre fartygspjäser med 15,2 cm kaliber som ställts upp i enkla befästningar, ibland under stor tidspress, strax före och under andra världskriget.

### ERSTA-studien
ERSTA-studien initierades för att utröna vilket eller vilka system som skulle lämpa sig bäst för tungt kustförsvar. Primärt valde man mellan eldrörsartilleri och olika robotsystem. Till slut föll valet på eldrörsartilleri och då studerades även vilken kaliber som skulle uppnå högst stridseffekt – det vill säga en god balans mellan verkan av det enskilda skottet, eldhastighet, elduthållighet samt ekonomi. Man kom fram till att en automatpjäs medförde att en mindre kaliber kunde användas och ändå uppnå bättre verkan än tidigare manuella pjäser genom att eldhastigheten avsevärt kunde höjas. Ett alternativ med fasta sjömålsrobotar av typ Robot 08 var också högaktuellt och gick relativt långt innan det visade sig att i stort sett hela projektet röjts av spionen Stig Wennerström och man valde att lägga ner det.

### Utbyggnad
Ett stort antal platser studerades och rekognoscerades inför ERSTA-utbyggnaden. Valet föll till slut på 10 platser där utbyggnad skulle ske i två serier. På grund av sparkrav kom enbart den första serien om sex batterier till stånd, med byggstart 1971. Ursprungligen konstruerades 12/70-systemet med fullgott EMP-skydd, men detta slopades efter politiska påtryckningar. Även andra åtgärder genomfördes för att reducera kostnaderna, och således krymptes och förenklades framför allt köket och förläggningsdelen i pjäsanläggningarna.

## Systembeskrivning

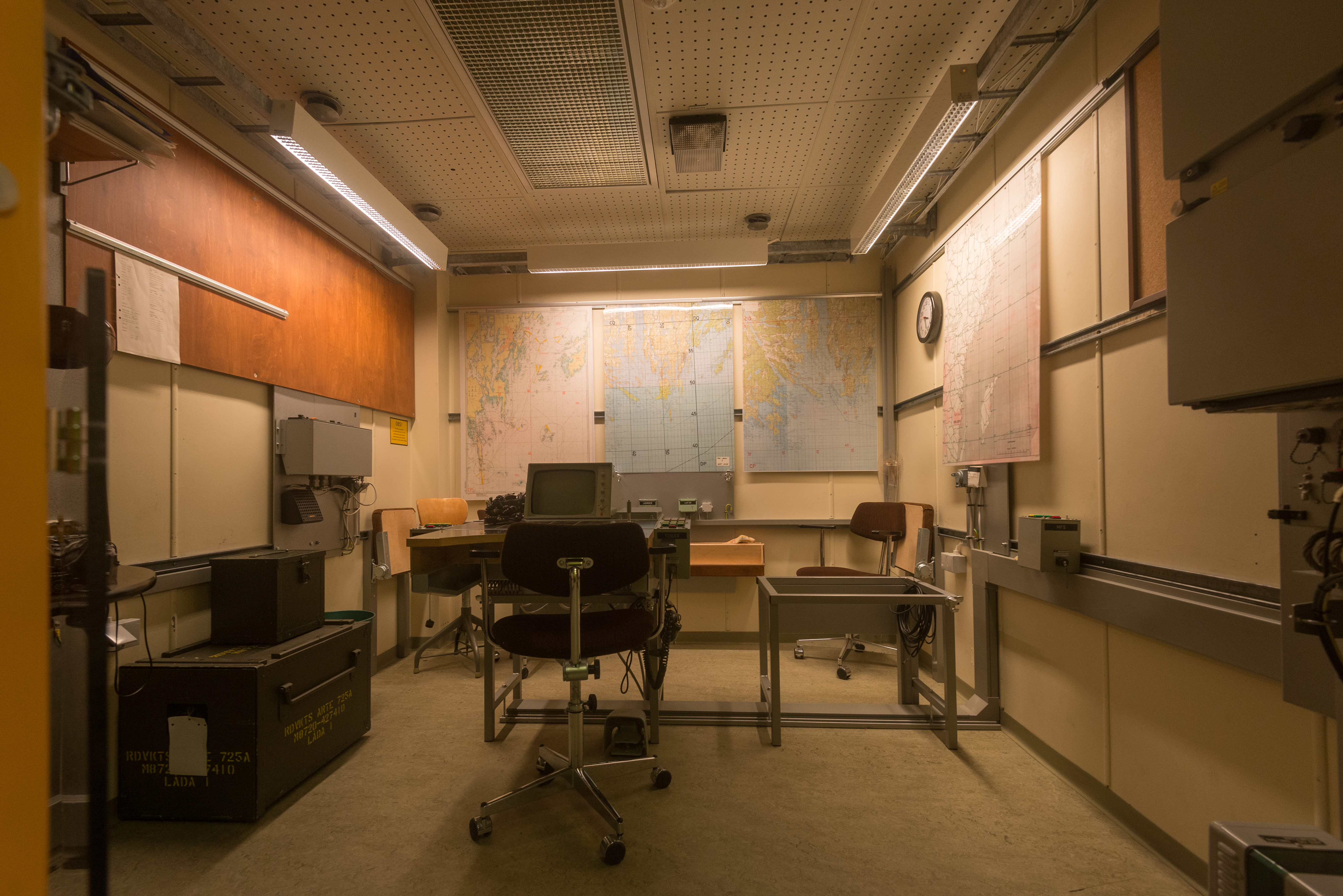
Ledningsrum på Landsort.

Ett 12/70-batteri består av 3 pjäsplatser, en ledningsplats (spl), mätstationer och närförsvar bestående av luftvärn, granatkastarställningar och truppskyddsrum. Varje större del av anläggningen är utbyggd som en självständigt fungerande anläggning vad avser el- och vattenförsörjning. Beroende på terräng förekommer två varianter, kända genom sina Bofors-benämningar tapj 9101 och tapj 9102, där tapj står för tornautomatpjäs. Tapj 9101 är byggd i ett cirka 25 meter djupt sänkschakt i berg. Själva pjäsbrunnen är 18 meter djup, och ytan avsedd för tankar mm ligger i schaktets djupaste del (plan 0). Tapj 9102 är byggd i en till ytan större men till djupet grundare grävd grop i jord. Pjäscylindern har här fått göras kortare och vissa utrymmen omdisponerats för att minska inbyggnadsdjupet. Gemensamt för bägge typerna är att schaktet pluggas igen med ett flera meter tjockt lock bestående av tätt armerad specialbetong.

### Pjäs och torn

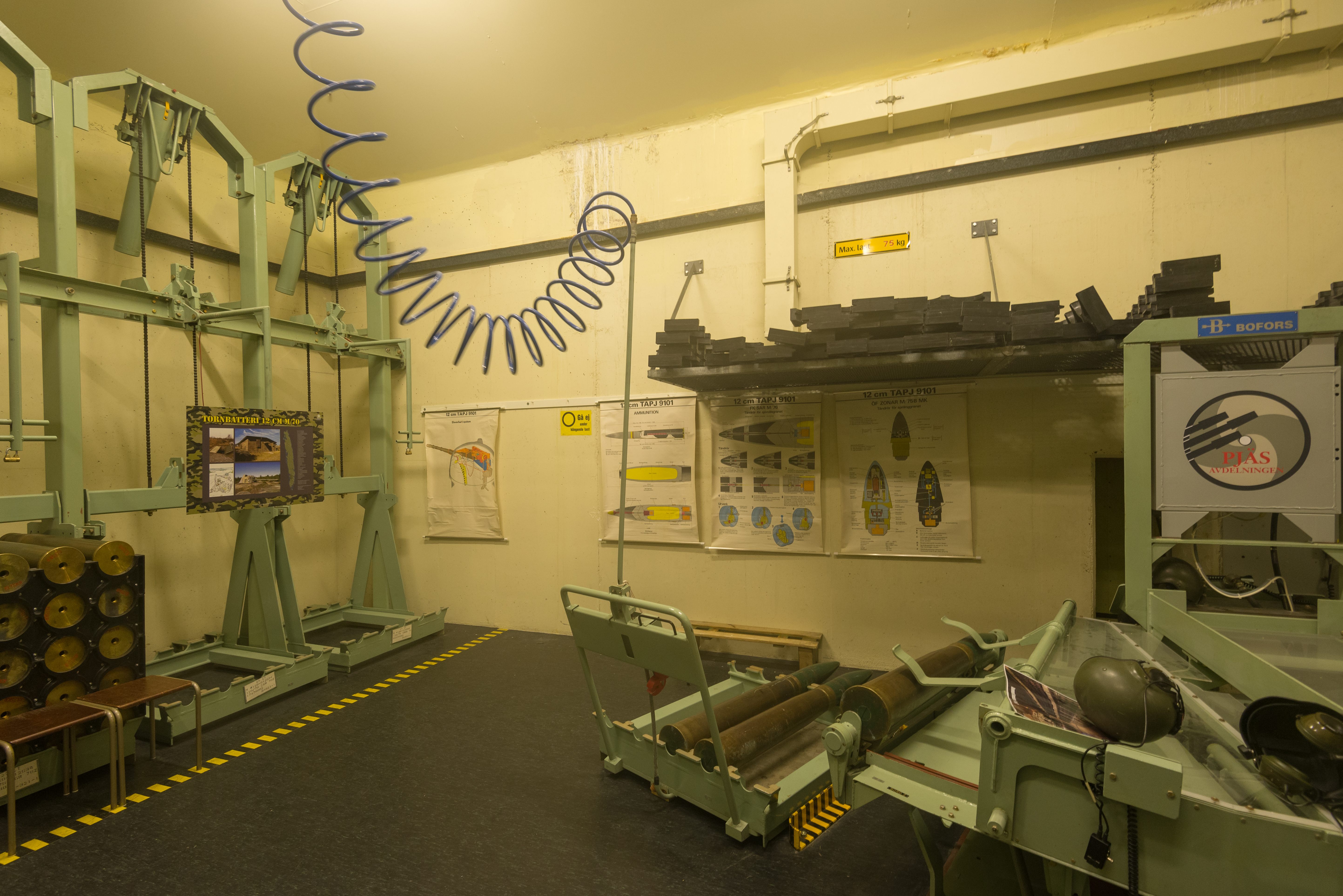
Durken på Landsort med hyllor för ammunitionen (vänster), luftkuddetransportör och laddbordet (höger).

Tornautomatpjäs 12/70 är en helautomatisk vätskekyld pjäs med vertikal kilmekanism, monterad i ett pansartorn med fyra meter diameter. Tornet är vridbart horisonten runt, och sidriktningen kan styras helautomatiskt genom pjäsdatorn (sidriktaren har normalt bara en övervakande funktion) medan höjdriktmotorn styrs manuellt av en höjdriktare. Pjäsen använder enhetspatroner som matas från en durk flera meter under markytan. I durken lagras ammunitionen i speciella hyllor, och personal utnyttjar en luftkuddetransportör för att förflytta ammunitionen till laddbordet för att minimera risken för statisk elektricitet. Från laddbordet matas ammunitionen till pjäsen genom ett mekaniskt transport- och hissystem och laddas med hjälp av en laddpendel och automatisk ansättare. Tomhylsor leds via en ränna ner i ett utrymme i botten av pjäscylindern, för senare uppsamling och återanvändning. Varje pjäs betjänas normalt av 12 man, varav tre (pjäschef, sidriktare, höjdriktare) befinner sig i tornet och resten (ammunitionsbefäl + ammunitionslangare) befinner sig i durken. För att uppnå högsta skydd mot de markskakningar och det övertryck som uppstår vid en närliggande kärnladdningsexplosion kan pjäsen inta skyddsläge. Eldröret dumpas då ner i en markfastsättningsgaffel varpå mynningen automatiskt förseglas. Tornet sänks sedan ner och förankras i sin fundamentring genom att de fjäderpaket som dess lagringsring vilar på komprimeras genom hydraulik, och ett antal låsklackar griper in när det nått bottenläget. Vid atomberedskap evakueras tornet eftersom det inte erbjuder tillräckligt gott skydd mot gammastrålningen. Ett lager specialfärg på tornets insida gör dock att den inducerade strålningen minskas så pass att bemanningen direkt efter kärnvapenangreppet kan återbemanna tornet och omedelbart vara redo för strid.

### Anläggningar

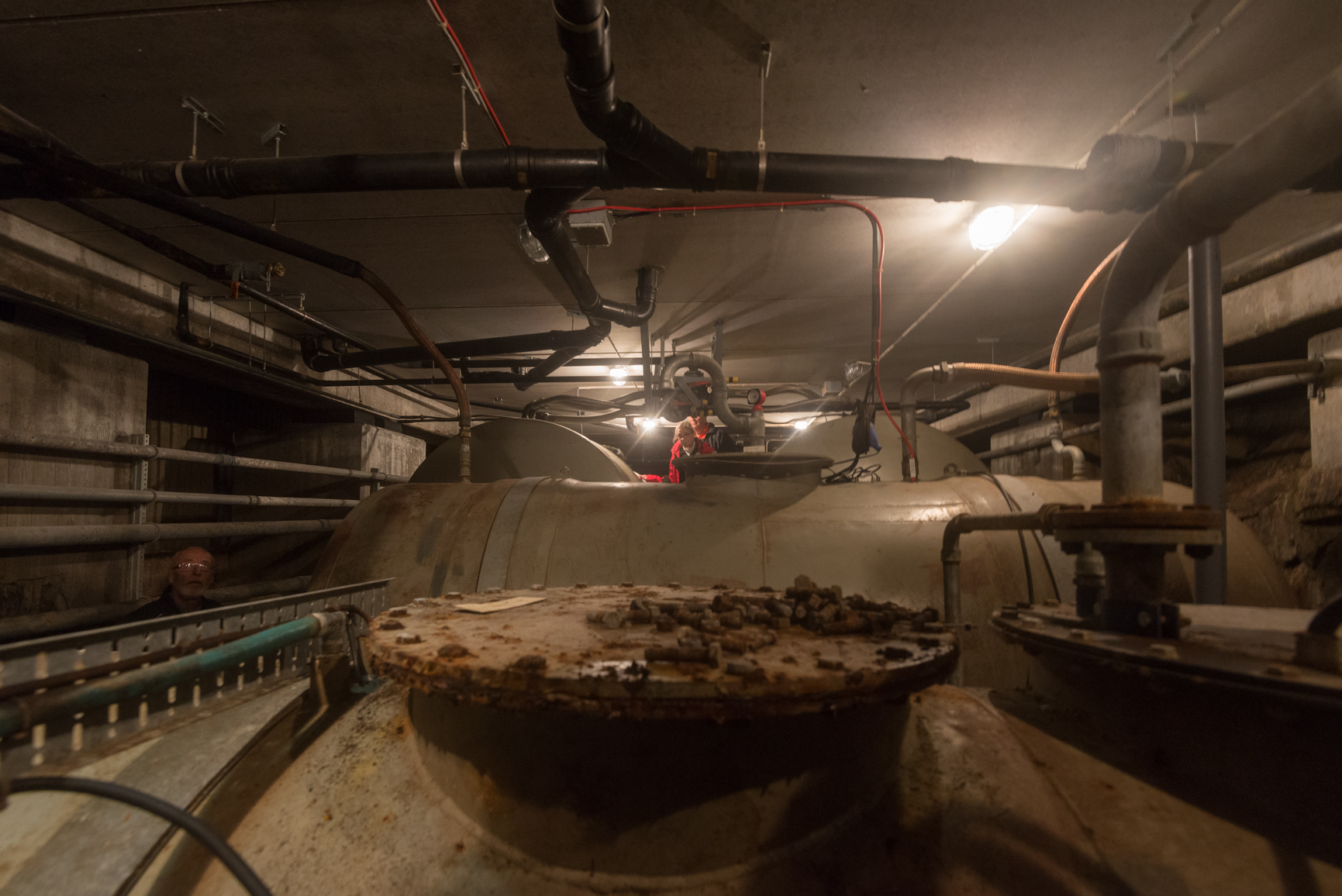
Plan 0 med bränsle- och vattentankar.

Varje pjäsanläggning består, förutom pjäs, av ett i berget byggt hus innehållande reservkraft, förläggning och ett enklare kök. Försörjningen är dimensionerad för minst 30 dygns drift utan förbindelse med yttervärlden. Byggnaden i berget har en delvis prefabricerad stålstomme och är vid tapj 9101 byggd i tre våningar plus ett separat plan 0 för bränsle- och vattentankar mm. Som skydd mot markskakningar är byggnaden placerad på gummikuddar och alla anslutningar in i densamma är elastiska. Sammanställningsplatsen (spl) är en större anläggning, med fem våningar byggd på ett liknande sätt som byggnaderna i pjäsplatserna. Här finns även ett större kök samt sjukvårdsresurser med operationskapacitet. Sambandsnätet är väl utbyggt genom redundant kabeldragning, i fredstid resta radiomaster samt höj- och sänkbara reservmaster normalt skyddade under pansarluckor.

### Eldledning
12/70 var det första artillerisystemet att använda den nya digitala eldledningen ArtE 724. Varje batteri har ett antal mätstationer, varav mätstation 1 är samgrupperad med s-platsen. Huvudmätstationen är utrustad med en radar av typen HSRR (Höj- och sänkbar radar) som normalt är skyddad under en fullträffsäker pansarlucka. Ett antal närspaningsradarstationer ingår för att sköta normal målspaning, vilket gör att HSRR enbart behöver gå ur skydd när ett mål upptäckts och målinmätning ska utföras. Som komplement till radarn ingår en fjärrstyrd pansarkupol ("öga") innehållande en TV-kamera samt en laseravståndsmätare kallad AML 702. Denna styrs från mätstationen och ersätter de periskop som användes i äldre anläggningar. Luftvärnspjäserna (2 st Bofors 40/m48) styrs genom ett eldledningssystem kallat ArtE 725 (LV-system 75M). Detta består av ett TV-sikte, manöverbord och fjärrstyrningsutrustning.

## Platser

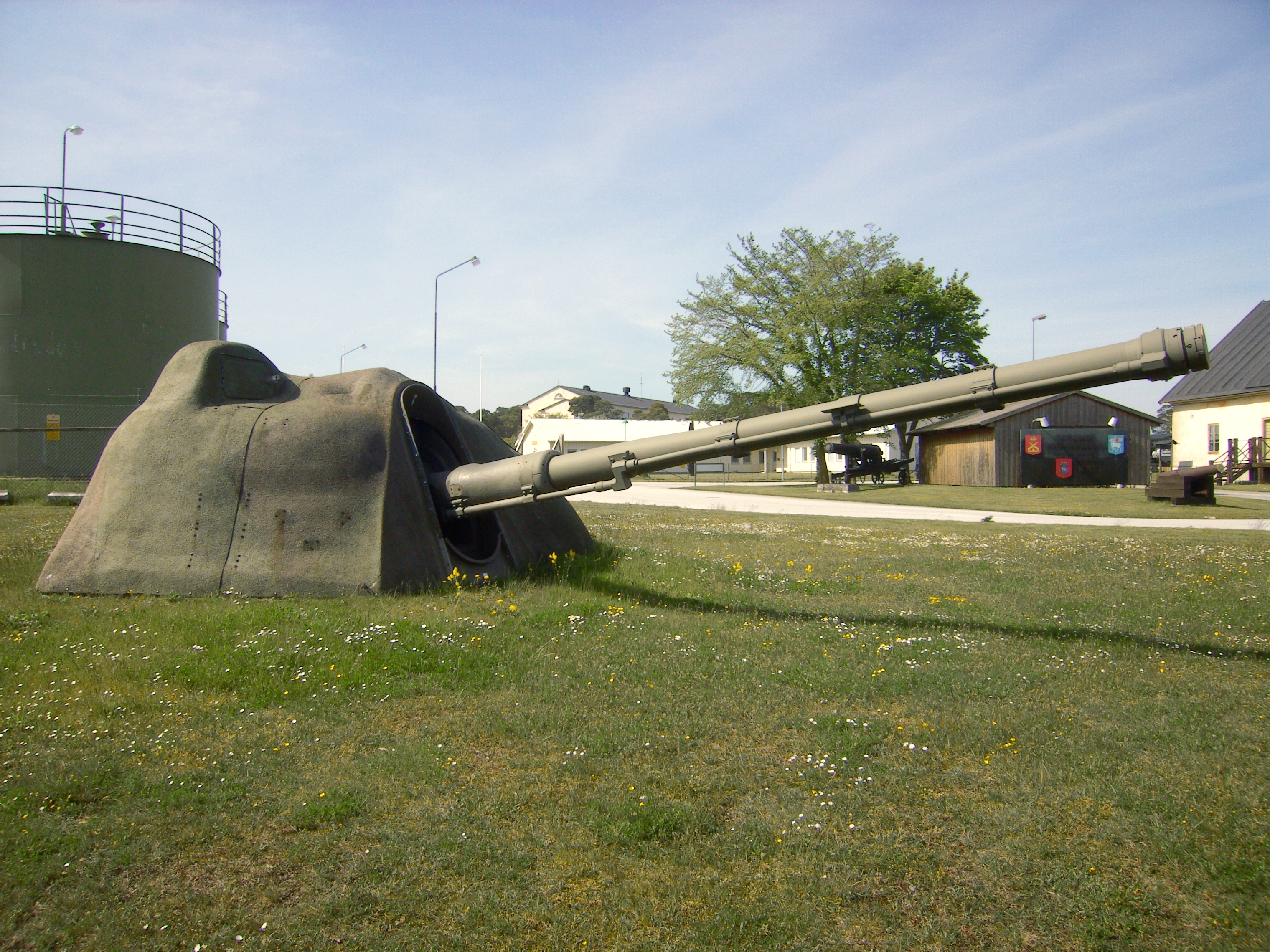
En pjäs vid Förbandsmuseet i Fårösund på Gotland.

| Nr | Förkortning | Namn       | Plats            | Typ  | Färdigställt |
| -- | ----------- | ---------- | ---------------- | ---- | ------------ |
| 1  | SA1         | Söderarm   | Söderarm         | 9101 | 1977         |
| 2  | LO          | Landsort   | Landsort         | 9101 | 1978         |
| 3  | SE1         | Slite      | Asunden, Gotland | 9101 | 1979         |
| 4  | YD1         | Ystad      | Källesjö         | 9102 | 1980         |
| 5  | TE1         | Trelleborg | Gylle            | 9102 | 1982         |
| 6  | HO1         | Holmögadd  | Holmögadd        | 9101 | 1983         |

## Serie 2
En andra serie med initialt 6 (senare reducerat till 4) ERSTA-batterier planerades men kom aldrig till utförande på grund av kostnadsreduktionskrav och att man från politiskt håll ansåg att risken för kärnvapenangrepp minskat. Eldlednings- och radarsystemen avsedda för ERSTA serie 2 omfördelades till äldre batterier i samband med moderniseringar under mitten av 1980-talet. Nedan följer de platser som främst studerades för utbyggnad:
| Nr | Förkortning | Namn        | Plats                 | Typ  | Färdigställt |
| -- | ----------- | ----------- | --------------------- | ---- | ------------ |
| 7  | RN          | Roten       | St. Roten, Ålands Hav | 9101 | Nej          |
| 8  | KO          | Korsö       | Sandhamnsinloppet     | 9101 | Nej          |
| 9  | BÅ          | Bråviken    | Bråvikenområdet       | 9101 | Nej          |
| 10 | GG          | Göteborg    | Göteborgsinloppet     | 9101 | Nej          |
| 11 | KH          | Kungsholmen | Karlskronaområdet     | 9101 | Nej          |
| 12 | SL          | Sundsvall   | Sundsvallområdet      | 9101 | Nej          |

## Modifieringar och avveckling
12/70-systemet ingick från början i de KA-system som Försvarsmakten avsåg behålla efter millennieskiftet. Detta innebar att halvtidsmodernisering studerades för att ersätta föråldrade elektronik- och datorsystem samt höja skyddsnivån mot precisionsvapen och sabotageförband. Försvarsbeslutet 2000 innebar dock att allt fast KA skulle avvecklas i och med omställningen från ett invasionsförsvar till ett insatsförsvar. Skrotningen påbörjades omedelbart och idag existerar enbart en 12/70-pjäs (3. pjäs i batteri LO) i intakt skick, efter att denna förklarats som statligt byggnadsminne.
Två av de övriga 12/70-pjäserna finns permanent utställda vid Gotlands försvarsmuseum och Beredskapsmuseet..

## Export till Norge
Under sent 1980-tal exporterades 8 12/70-pjäser till Norge, där man byggde 2 trepjäsbatterier och 1 tvåpjäsbatteri mellan 1989 och 1994. Till skillnad från de svenska batterierna implementerade man fullgott EMP-skydd och byggde större pjäsanläggningar för att öka bemanningens uthållighet. Man tog även tillvara 10 års elektronikutveckling och utnyttjade modernare eldlednings- och sambandssystem. De norska 12/70-batterierna ligger idag (2009) i "malpåse", med en oviss framtid.